# Timothy Snyder
Pour les articles homonymes, voir Snyder.
Timothy D. Snyder, né le 18 août 1969, est un historien américain, spécialiste de l'histoire de l'Europe centrale et de l'Est et de la Shoah. Il est titulaire de la chaire Richard C. Levin d'histoire à l'université Yale et membre permanent de l'Institut des sciences humaines à Vienne. A partir de l'année universitaire 2025-2026, il enseignera à la Munk School of Global Affairs and Public Policy, rattachée à l'université de Toronto. 

## Biographie
Timothy Snyder étudie l'histoire européenne et les sciences politiques à l'université Brown de 1987 à 1991 ; il est titulaire d'un doctorat en histoire moderne de l'université d'Oxford, effectué sous la direction de Timothy Garton Ash et Jerzy Jedlicki (en).
Après des séjours au Centre national de la recherche scientifique à Paris de 1994 à 1995 et à l'Olin Institute for Strategic Studies de l'université de Harvard en 1997, il est chercheur universitaire au Center for International Affairs à l'université Harvard de 1998 à 2001. Il effectue  également plusieurs séjours de recherche à l'Institut des sciences humaines (IWM) de Vienne, où il est titulaire depuis 2008 et dirige l'axe de recherche « Europe unie – histoire partagée ».
Il est professeur d'histoire à l'université Yale depuis 2001. Il a reçu plusieurs prix pour ses recherches.
Son livre The Road to Unfreedom, paru en 2018, met l'accent sur l'influence de Vladimir Poutine et de ses proches sur l'Europe et les États-Unis ainsi que leur instrumentalisation d'Internet (notamment en lien avec l'élection de Donald Trump).

### Prises de position
Il qualifie d'impérialiste le texte De l'unité historique des Russes et des Ukrainiens écrit par le président russe Vladimir Poutine et publié le 12 juillet 2021.
À la suite de l'invasion russe de l'Ukraine en février 2022, parait le 3 avril 2022 sur le site de RIA Novosti, agence russe officielle d'informations, un texte de l'idéologue et philosophe russe Timofeï Sergueïtsev, Ce que la Russie doit faire de l'Ukraine. Snyder décrit ce texte comme un « manuel du génocide ». Selon lui, la dénazification promue par l'idéologue est en réalité la destruction de l'Ukraine et le qualificatif de nazi est appliqué à la population ukrainienne qui résiste à la volonté hégémonique et impérialiste du pouvoir russe. Il note que l'emploi du qualificatif nazi n'a pas le même sens en Europe qu'en Russie. Si, pour l'histoire européenne et notamment depuis la Seconde Guerre mondiale, le qualificatif nazi fait référence explicitement à l'idéologie du Troisième Reich (1933-1945), le pouvoir russe qualifie de nazi tout Ukrainien refusant d'être russe. Cet artifice rhétorique permet au Kremlin de justifier sa guerre tout en réfutant les accusations suscitées par les déclarations d'idéologues russes d'extrême droite comme Alexandre Douguine à ce sujet,,. Il souligne également le parallèle entre la publication du texte théorique et la découverte du massacre de civils ukrainiens à Boutcha à la même période, constituant selon lui la mise en place réelle des mesures annoncées.
Ce texte qui entraine de nombreuses réactions à travers le monde est par la suite retiré du site de RIA Novosti.  
En mai 2022, Timothy Snyder estime que l'effacement de la nation ukrainienne et la destruction de son État sont vitaux pour assurer le projet géopolitique de Vladimir Poutine.
Il déclare notamment : « En niant l’existence même de la nation ukrainienne, Poutine a une attitude encore plus radicale que Staline, un positionnement plus proche d’Hitler et de ses pratiques d’extermination de masse ».

### Œuvres originales en anglais
- Nationalism, Marxism, and Modern Central Europe: A Biography of Kazimierz Kelles-Krauz (Harvard University Press, 1998)
- Wall Around the West: State Power and Immigration Controls in Europe and North America (Rowman and Littlefield, 2000) ; as co-editor with Peter Andreas
- The Reconstruction of Nations: Poland, Ukraine, Lithuania, Belarus, 1569-1999 (Yale University Press, 2003)
- Sketches from a Secret War: A Polish Artist's Mission to Liberate Soviet Ukraine (Yale University Press, 2005)
- The Red Prince: The Secret Lives of A Habsburg Archduke (Basic Books, 2008)
- Bloodlands: Europe Between Hitler and Stalin (Basic Books, 2010)
- Thinking the Twentieth Century (Tony Judt with Timothy Snyder) (Penguin, 2012)
- Black Earth: The Holocaust as History and Warning (Penguin, 2015)
- On Tyranny: Twenty Lessons from the Twentieth Century (Penguin, 2017)[7]
- The road to unfreedom: Russia, Europe, America (Penguin, 2018)[8]
- Our Malady : Lessons in Liberty from a Hospital Diary, Crown, 2020, 192 p. (ISBN 978-0593238899)
- On Freedom, Crown, 2024, 368 p.  (ISBN 9780593728727)

### Œuvres traduites en français
- Terres de sang : L'Europe entre Hitler et Staline [« Bloodlands: Europe Between Hitler and Stalin »] (trad. de l'anglais), Paris, Gallimard, coll. « Bibliothèque des histoires », 2012, 720 p. (ISBN 978-2070131983) ; nouvelle édition augmentée avec postface inédite en 2022, 752 p.  (ISBN 978-2072994357) Prix du livre d'histoire de l'Europe 2013
- Le Prince rouge : Les vies secrètes d'un archiduc de Habsbourg [« The Red Prince:The Secret Lives of A Habsburg Archduke »] (trad. de l'anglais par Olivier Salvatori), Paris, Gallimard, coll. « La Suite des temps », 2013, 384 p. (ISBN 978-2-07-013972-9)[9]

- Terre noire : L'Holocauste, et pourquoi il peut se répéter [« Black Earth: The Holocaust as History and Warning »] (trad. de l'anglais par Pierre-Emmanuel Dauzat), Paris, Gallimard, coll. « Bibliothèque des histoires », 2016, 608 p. (ISBN 978-2-07-014950-6)
- La Reconstruction des nations : Pologne, Ukraine, Lituanie, Bélarus, 1559-1999 [« The Reconstruction of Nations: Poland, Ukraine, Lithuania, Belarus, 1569-1999 »] (trad. de l'anglais par Olivier Salvatori), Gallimard, coll. « Bibliothèque des histoires », 2017, 512 p. (ISBN 978-2-07-014852-3, lire en ligne)
- De la tyrannie : Vingt leçons du XXe siècle [« On Tyranny: Twenty Lessons from the Twentieth Century »] (trad. de l'anglais par Pierre-Emmanuel Dauzat, ill. Nora Krug), Paris, Gallimard, 2017, 112 p. (ISBN 978-2-07-274252-1)[10]
- Notre maladie : Leçons de liberté depuis un lit d'hôpital américain [« Our Malady: Lessons in Liberty from a Hospital Diary »] (trad. de l'anglais par Olivier Salvatori), Paris, Les Belles Lettres, 2021, 144 p. (ISBN 978-2251451831, lire en ligne)
- La route pour la servitude : Russie - Europe - Amérique [« The road to unfreedom: Russia, Europe, America »] (trad. de l'anglais), Paris, Gallimard, 2023, 400 p. (ISBN 978-2073040008)
- De la liberté, Gallimard, 2024, 416 p.  (ISBN 9782073085368)